# Dhamnod
Dhamnod is een nagar panchayat (plaats) in het district Dhar van de Indiase staat Madhya Pradesh. 

## Demografie
Volgens de Indiase volkstelling van 2001 wonen er 26.270 mensen in Dhamnod, waarvan 52% mannelijk en 48% vrouwelijk is. De plaats heeft een alfabetiseringsgraad van 60%. 